# Annals of Statistics
The  Annals of Statistics é uma periódico científico revisado por pares publicado bismestralmente pelo Institute of Mathematical Statistics, que é uma sociedade internacional profissional e acadêmica dedicada ao desenvolvimento, disseminação e aplicação de estatísticas e probabilidade. A revista foi lançada em 1973 como uma continuação de parte dos Annals of Mathematical Statistics (1930), que foi dividida em Annals of Statistics e Annals of Probability.
O jornal está classificado em 1º na categoria Probabilidade & Estatística com aplicações, com índice h de 70, de acordo com o Google Scholar. O seu CiteScore é de 5,8 e o SCImago Journal Rank é de 5,877, ambos de 2020.
Artigos com mais de 3 anos estão disponíveis no JSTOR, e todos os artigos desde 2004 estão disponíveis gratuitamente no arXiv.

## Conselho editorial
As seguintes pessoas foram editores do periódico:
- Ingram Olkin (1972–1973)
- I. Richard Savage (1974–1976)
- Rupert Miller (1977–1979)
- David V. Hinkley (1980–1982)
- Michael D. Perlman (1983–1985)
- Willem van Zwet (1986–1988)
- Arthur Cohen (1988–1991)
- Michael Woodroofe (1992–1994)
- Larry Brown e John Rice (1995–1997)
- Hans-Rudolf Künsch e James O. Berger (1998–2000)
- John Marden e Jon A. Wellner (2001–2003)
- Morris Eaton e Jianqing Fan (2004–2006)
- Susan Murphy e Bernard Silverman (2007–2009)
- Peter Bühlmann e T. Tony Cai (2010–2012)
- Peter Hall e Runze Li (2013–2015)
- Ed George e Tailen Hsing (2016–2018)
- Richard J. Samworth e Ming Yuan (2019–2020)
- Enno Mammen e Lan Wang (2021–atual)[7]